# Occult-bloedtest

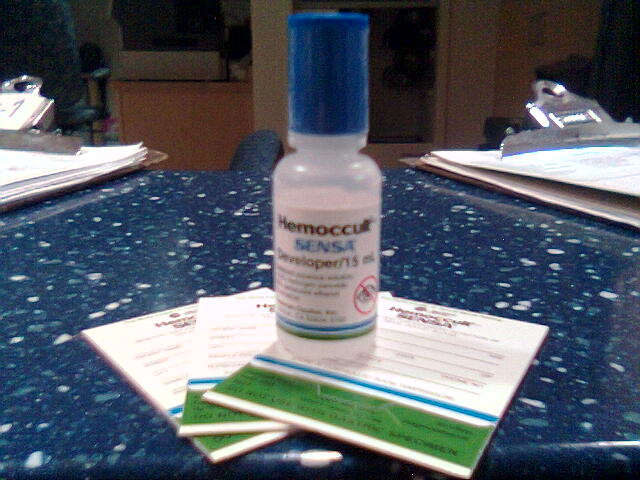

Occult-bloedtest is een test in ontlasting waarbij de ontlasting wordt onderzocht op de aanwezigheid van spoortjes (occult) bloed die met het oog niet zichtbaar zijn. Deze test wordt met name gebruikt voor het opsporen van darmkanker.
Er zijn verschillende testen in omloop waarbij bij de standaardtest ook wel guiac-test of hemoccult-test een vlees-beperkend dieet moet worden gevolgd gedurende een drietal dagen. De aanwezigheid van bloed, met name het hemoglobine kan worden aangetoond doordat het enzymactiviteit bezit. Door het monster samen te voegen met het substraat zal bij aanwezigheid van hemoglobine in de ontlasting het substraat door de activiteit van peroxidase in het hemoglobine een kleurverandering optreden. Is er geen hemoglobine aanwezig dan treedt deze kleurreactie niet op. Deze test wordt de gFOBT-test genoemd. Deze test is echter niet zo specifiek en kan ook een positieve uitslag geven bij de aanwezigheid van peroxidase in vleesproducten, bepaalde groenten en medicatie.
Daarnaast is recent een nieuwe test ontwikkeld die gevoeliger is en waarbij slechts eenmaal ontlasting ingezameld hoeft te worden. Deze test werkt op basis van een ander principe (immunochemisch in plaats van enzymatisch) en wordt ook wel de iFOBT genoemd.